# Franz Gleißner
Franz Gleißner o Gleißner, (Neustadt an der Waldnaab, 6 d'abril de 1761 - Múnic, 28 de setembre de 1818) fou compositor i músic de la cort de Múnic.
Estudià en el Seminari d'Amberg, i ja des d'infant demostrà gran aptitud per la música. Als divuit anys va compondre un Rèquiem en ocasió de la mort del príncep Maximilià I de Baviera.
La seva obra més notable com a compositor, és el melodrama Inés Bernauerin. Però el que li donà més anomenada fou la invenció del gravat de la música sobre pedra. Associat amb l'editor Falter, donà a la publicitat, amb el nou procediment, una col·lecció de sis cançons seves (1798), i el 1799 fundà a Offenbach un important establiment d'impremta litogràfica.